# Обертович Михайло
Михайло Тимофійович Обертович (рос. Михаил Тимофеевич Обертович; нар. 30 вересня 1888—?) — православний священник, капелан Армії УНР, монах і архімандрит.

## Життєпис
Народився у м. Житомирі Волинської губернії Російської імперії, у родині робітників.
Завершив навчання в 1-й Житомирській чоловічій гімназії, закінчив дворічні курси богословських наук у Волинській духовній семінарії. У 1911 р. отримав хіротонію на Священство (диякон).
2 лютого 1913 р. він отримав хіротонію на Священство (пресвітер).
Під час Першої світової війни служив полковим священником 5-го запасного піхотного полку та ударного батальйону 71-ї піхотної дивізії. Нагороджений наперсним хрестом, орденами Святого Станіслава 3-го ступеня й 2-го ступеня.
У 1919 р. був капеланом 1-го кінного полку імені О. Осецького та 4-го пішого рекрутського Сірожупанного полку ДАУНР. Був інтернований до Польщі, але повернувся.
Від літа 1920 р. — капелан 21-го куреня 3-ї Залізної дивізії, а пізніше — капелан всієї 3-ї Залізної дивізії.
Наказ Головної команди військ УНР № 32 від 5 жовтня 1920 р.:

На підставі висновків реєстраційної комісії на дійсну українську військову службу по військово-духовній офіції зараховуються: до складу штабу 4-ї Київської дивізії-протоієрей Микола Мариніч, до складу штабу 2-ї Волинської дивізії — протоієрей Василь Сукачів, до складу штабу 4-ї Київської запасної бригади — протоієрей Анатолій Волкович, до складу штабу Окремої кінної дивізії — протоієрей Михайло Овертович

Від 1921 р. — капелан Окремої кінної дивізії.
Михайло Обертович став резидентом СД й співпрацював з Гестапо, мав на зв'язку агентуру, яка використовувалася по лінії розробки антифашистського підпілля.
У 1943 р. отримав постриг й хіротонію на архимандрита з іменем Модест.
У СРСР служив у кафедральному соборі й Успенській церкві Житомира, потім — у Преображенському соборі РПЦ МП у 1944 р.. Як архімандрит Модест Обертович був уповноваженим Житомирського єпархіального управління 17 червня 1944 р..

## Родина
Був одружений, мав одну доньку у м. Житомирі.